# Surrogat
Surrogat är inom livsmedelsområdet något som används som ersättning för något livsmedel som av en eller annan anledning ej går att få tag på. Ett exempel är olika former av kaffesurrogat, som ersättning för kaffe. Ett annat exempel är mald bark som i barkbröd används som ett surrogat för mjöl. Beteckningen "surrogat" indikerar nästan alltid att surrogatet inte anses lika bra som originalet.
Utnyttjandet av olika former av surrogat har förekommit under tider av missväxt eller vid handelsblockader eller andra importstopp till följd av krig. I länder med omfattande fattigdom och i planekonomiska länder som ej tillämpar frihandel, förekommer också olika former av surrogat.
Livsmedel som används som ersättning av hälso- eller dietskäl, snarare än att originalet ej går att få tag på, kan ibland också betecknas surrogat, men vanligare begrepp i dessa sammanhang är substitut eller ersättning(smedel).

## Andra användningar
Begreppet "surrogat" förekommer ibland även som en beteckning på något som används som ersättning inom andra områden än livsmedel. Se exempelvis surrogatmamma.